# Rhinolophus blasii
Rhinolophus blasii (Підковик Блазюса) — вид рукокрилих родини Підковикові (Rhinolophidae).

## Поширення
Країни проживання: Афганістан, Албанія, Алжир, Вірменія, Австрія, Азербайджан, Боснія і Герцеговина, Ботсвана, Болгарія, Демократична Республіка Конго, Хорватія, Кіпр, Еритрея, Ефіопія, Греція, Іран, Ізраїль, Йорданія, Лівія, Малаві, Чорногорія, Марокко, Мозамбік, Оман, Пакистан, Палестина, Сербія, Сомалі, Південна Африка, Есватіні, Сирія, Танзанія, Туреччина, Туркменістан, Ємен, Замбія, Зімбабве. Зустрічається від рівня моря до 2215 м в Ємені.

## Стиль життя
У Середземноморському регіоні зазвичай харчується в чагарниках і рідколіссі, хоча може проникнути в пустелю. Літні сідала знаходяться в природних і штучних підземних порожнинах, горища також використовується в північній частині ареалу. Взимку зимує в підземних об'єктах. Цей вид вважається веде малорухливий спосіб життя.

## Морфологія
Довжина тіла від 45 до 55 мм, довжина хвоста від 25 до 30 мм, розмах крил від 27 до 31 см. Він важить в середньому від 12 до 16,5 гр. Хутро пухнасте, зверху сіро-коричневе, часто з бузковим відтінком, низ майже білий.